# Myspace

Logo der Betaversion

Logo bis Oktober 2010 mit Schriftzug „A Place for Friends“

Myspace (von englisch my space „mein Raum“ oder „mein Platz“; früher MySpace) ist ein mehrsprachiges werbefinanziertes soziales Netzwerk, das seinen Nutzern ermöglicht, kostenlose Benutzerprofile mit Fotos, Videos, Blogs, Gruppen usw. einzurichten. Es ging im Jahr 2003 online und war in den 2000ern eines der erfolgreichsten Sozialen Netzwerke.

## Geschichte
Ursprünglich war MySpace.com ein Anbieter für kostenlose Datenspeicherung im Internet. Erst im Juli 2003 gründete Tom Anderson die Community unter der gleichen URL. Das Unternehmen wurde im Juli 2005 vom Medienkonzern News Corporation für 580 Millionen US-Dollar gekauft. MySpace verzeichnete zu Beginn ein Benutzerwachstum von bis zu 230.000 neuen Mitgliedern pro Tag. Die 100-Millionen-Marke wurde am 9. August 2006 durchbrochen, am 19. September 2009 waren es 267.794.915 Mitglieder. Dieses neuartige Entstehen eines globalen sozialen Netzwerks ermöglichte Geheimdiensten wie dem US-amerikanischen Geheimdienst NSA erstmals die Erstellung größerer Datensätze über die Bevölkerung, deren Interessen und Beziehungsnetzwerke, wie sie heute noch praktiziert wird.
Das Besondere an MySpace war seit Gründung durch Tom Anderson der Schwerpunkt Musik. Anderson nutzte seine Kontakte zu Künstlern und Bands und überzeugte sie davon, sich „ihren MySpace“ einzurichten. Damit wurde es möglich, dass Bands und Fans miteinander in Kontakt treten konnten – und das war zu Beginn der größte Erfolgsfaktor der Website.
Heute werden viele Band-Spaces nicht mehr von den Musikern selbst, sondern von Fanclubs oder dem Management gepflegt. Dies ist vor allem bei bekannten Künstlern der Fall. Weniger bekannte Künstler pflegen ihren Space weiterhin selbst. Sie informieren über das Erscheinen von neuen Alben und Tourneedaten. Auch bieten die meisten Bands Hörproben einzelner Musikstücke an, manche sogar zum kostenlosen Herunterladen. Zusätzlich können sich die Nutzer eigene Seiten individuell einrichten, um damit etwas von sich preiszugeben, ganz getreu dem Motto „Sehen und Gesehen werden“. Für viele zählt, möglichst viele „Freundschaften“ zu schließen.
Durch den Schwerpunkt Musik bildeten sich im Laufe der ansteigenden Popularität auch Szenen in der MySpace-Community. Da Musiker aus verschiedenen Staaten über MySpace miteinander kommunizieren können, ist eine länderübergreifende Szeneentwicklung online möglich. Die Musiker, die ähnliche Musik machen, „freunden“ sich an und werben für den jeweils anderen durch Bulletins, Kommentare oder Blogeinträge. Auch ist durch die Bildung von Szenen eine Möglichkeit für Musiker entstanden, Plattenlabels auf sich aufmerksam zu machen.
Seit dem Kauf der Domain myspace.com durch die News Corporation zeichnet sich ein (von Rupert Murdoch auch angekündigter) Trend dahingehend ab, die Website für andere multimediale Inhalte, vor allem für Filme zu öffnen. Während Anderson ursprünglich allerdings vorwiegend kleine, unbekannte Künstler für MySpace gewinnen wollte, zielt Murdochs Strategie auf große, kommerzielle Filmprojekte ab. Inzwischen ist auch eine Compilation-CD erschienen, auf der ausschließlich Künstler zu hören sind, die über MySpace bekannt geworden sind und bei MySpace Records unter Vertrag stehen.
Im August 2006 wurde eine Kooperation mit Google vereinbart, die vorsieht, dass die Google-Suche sowie Google AdSense in MySpace integriert wird. MySpace erhielt dafür zwischen 2007 und 2010 mindestens 900 Millionen Dollar.
Ursprünglich war MySpace vor allem auf den nordamerikanischen bzw. englischsprachigen Raum ausgerichtet. Daher war MySpace, die 2006 laut Alexa Internet sechstbeliebteste englischsprachige und sechstbeliebteste multilinguale Website, in Kontinentaleuropa weniger bekannt. Ende 2006 startete MySpace eine deutsche Betaversion, die im Januar 2007 bereits 2,5 Millionen Mitglieder hatte. Im Sommer 2007 wurde eine separate Österreich-Version bereitgestellt.
Nachdem MySpace 2008 von seinem Hauptkonkurrenten Facebook in Bezug auf die Mitgliederzahl überholt wurde, arbeitet das Unternehmen daran, sich stärker von Facebook abzugrenzen. Seitdem liegt der Schwerpunkt weniger auf der Pflege von bestehenden Kontakten, sondern mehr auf dem Schließen neuer Bekanntschaften. Weiterhin soll bei MySpace laut Co-Präsident Mike Jones für die User das kreative Schaffen einer neuen Identität im Vordergrund stehen, da es bei MySpace weniger um das reale Leben geht. Passend dazu soll das multimediale Image des Netzwerks aufrechterhalten und weiter ausgebaut werden. Priorität haben Optionen wie Musik hören, Spiele spielen und Videos schauen. Diese Maßnahmen konnten den einsetzenden Rückgang der Mitgliederzahlen allerdings nicht stoppen. Erschwerend für MySpace wirkt sich zudem der von Facebook im April 2012 eingeführte Anhören-Button aus, mit dem Nutzer die Musik von Künstlern direkt über deren Fanseite anhören können. Facebook realisiert das Angebot über eine Kooperation mit diversen Streaming-Diensten wie Spotify, Simfy, Rdio oder Deezer. Die vom Nutzer gewählten Musiktitel sind über den „Facebook Open Graph“ für Freunde einsehbar.
Im Januar 2011 wurde bekanntgegeben, dass MySpace weltweit 500 Mitarbeiter entlassen wolle. Der deutsche Standort mit 30 Angestellten sollte geschlossen werden. Damit wurde auf die schlechte Bilanz des Jahres 2010 reagiert, der ein deutlicher Mitgliedsverlust vorherging. Allein im Zeitraum von Januar bis März 2011 schrumpften die globalen Mitgliederzahlen von MySpace von 83 auf 63 Millionen Benutzer, bei den Seitenaufrufen in Deutschland verzeichnete die Seite im Vergleich zum März 2010 (51 Millionen Besucher) ebenfalls einen dramatischen Absturz von fast 70 % auf nur noch 15,73 Millionen Klicks.
Im Juni 2011 wurde bekanntgegeben, dass sich die News Corporation von MySpace trennt. Neue Besitzerin ist die Firma Specific Media aus Kalifornien, die laut Berichten von US-Medien dafür einen Betrag von 35 Millionen US-Dollar zahlte, obwohl von der News Corporation zunächst noch ein Preis von 100 Millionen US-Dollar angestrebt worden war.
Anfang 2012 gab es die ersten positiven Meldungen hinsichtlich des Nutzerverhaltens auf MySpace, nachdem sich in den Jahren zuvor das Nutzervolumen von 75,9 auf 33,3 Millionen Nutzer pro Monat abgeschwächt hatte. Von Dezember 2011 bis Februar 2012 konnte dieser Abwärtstrend gestoppt werden; MySpace verzeichnete in dieser Zeitspanne einen Userzuwachs von 1 Million Nutzern.
Seit Ende 2012 ist eine Betaversion eines Relaunches von MySpace erreichbar. Bisherige Nutzer des „alten“ MySpace werden hier nicht übernommen, sondern müssen sich neu registrieren. Bislang geschieht die Registrierung jedoch nicht sofort, sondern erst nach Hinterlassen der E-Mail-Adresse auf der Seite und einer darauf folgenden Einladung. Die neue Website hat ein völlig neues Design und ist auch für die Bedienung an Touchscreens optimiert. Im Juli 2013 wurde das Ende der Betaphase eingeleitet; mit einer 20 Millionen US-Dollar teuren Kampagne für MySpace präsentiert man sich nun als Social-Media-Musikportal, frei nach dem Motto „Visually amplified, sonically reborn, this is the new social sound system“.
Allen Relaunch-Bemühungen zum Trotz geht der Trend weiter bergab: Im Alexa Rank lag MySpace im März 2010 noch auf Rang 16 der am meisten besuchten Websites im Internet, im Dezember 2014 nur noch auf Rang 1.464, im Dezember 2015 auf Rang 1.650, im September 2016 auf Rang 2.225, im September 2017 auf Rang 3.202 und im November 2018 auf Rang 4.392.
Im März 2019 wurde bekannt, dass MySpace alle Fotos, Videos und Audiodateien verloren hat, die in den Jahren 2003 bis 2016 hochgeladen wurden. Ursache war nach eigenen Angaben ein missglückter Serverumzug. Im April 2019 stellte das Internet Archive 490.000 MP3s „mit unbekannten Mitteln im Rahmen einer zwischen 2008 und 2010 durchgeführten anonymen wissenschaftlichen Studie“ wieder her. Die zwischen 2008 und 2010 hochgeladenen Songs werden zusammen als „MySpace Dragon Hoard“ bezeichnet.

## Kritik
Kritik an MySpace gibt es aufgrund verschiedener Probleme mit Barrierefreiheit, Sicherheitslücken, gefälschten Profilseiten von Prominenten (Fakes), Verbreitung von Drohungen, Spam-Freundschaftsanfragen zu Werbezwecken und anderem. Ende Februar 2006 gab es Meldungen, dass über 7.000 Account-Daten im Internet kursieren sollen, da eine Sicherheitslücke ausgenutzt wurde und die Zugangsdaten dadurch ausgespäht werden konnten.
In Internet-Marketing-Foren werden MySpace-Profile mit tausenden Kontakten verkauft, um es Spammern zu ermöglichen, kostengünstig sogenannte Bulletins an alle „Freunde“ zur selben Zeit zu verschicken. Auch sind bereits Programme (umgangssprachlich Bots) entwickelt worden, um bis zu 500 Freunde pro Tag automatisiert einzuladen.
Wegen der Sicherheitslücken und permanenten technischen Probleme wurde MySpace vom Magazin PCWorld im September 2006 auf Platz 1 der 25 schlechtesten Internetseiten gesetzt.
Ende März 2006 wurden rund 200.000 Benutzerseiten aufgrund allzu freizügiger Darstellungen und anderer Gründe gelöscht. Kritik äußerte sich nach einem Fall von sexuellem Missbrauch nach Kontaktanbahnung über das Portal; so wurde MySpace als ein „Jagdgrund für Pädophile“ bezeichnet. Aber auch von potenziellen jugendlichen Amokläufern, die zum Beispiel ihr Waffenarsenal präsentierten, sowie von Drohungen gegen Lehrer, Mitschüler und Schulen wurde berichtet.
Anfang Dezember 2006 wurden alle vorhandenen Profile mit einer amerikanischen Sexualstraftäter-Datenbank abgeglichen. Als Grund für dieses Vorgehen wurde genannt, die Benutzer vor Belästigung zu beschützen. Dieses Vorgehen hat Kritik bei Datenschützern hervorgerufen.
Ende Januar 2008 gelang es Unbekannten des Onlineforums TribalWar.com, durch eine Sicherheitslücke bei MySpace Fotos herunterzuladen, die von den jeweiligen Benutzern eigentlich als privat deklariert wurden und nur von befreundeten Profilen aus zugänglich sein sollten. Über ein Computerprogramm wurden rund 44.000 Profile durchlaufen und etwa 500.000 private Bilder heruntergeladen, welche dann später als 17 Gigabyte große Datei über BitTorrent im Internet verbreitet wurden.
Bei Löschungen von Accounts wird in der Regel lediglich eine Standard-E-Mail verschickt und den Benutzern kein konkreter Grund genannt, weshalb dem Unternehmen vorgeworfen wird, willkürlich oder aus weltanschaulichen Gründen Accounts zu löschen. Auch ein Forum zum Austausch von betroffenen Nutzern wurde inzwischen von MySpace entfernt. Beispielsweise wurde die religionskritische Atheist and Agnostic Group, die mit zehntausenden Mitgliedern zu einer der größten Nutzergruppen bei MySpace im weltanschaulichen Bereich angewachsen war, plötzlich und ohne Vorwarnung entfernt.
Kritik gab und gibt es auch von den Nutzern von MySpace aufgrund der Umstellungen des Designs und damit verbundenem Verlust vorher vom Nutzer mühsam zusammengestellter Informationen.